# 二時間だけのバカンス
「二時間だけのバカンス」（にじかんだけのバカンス）は、宇多田ヒカルの楽曲で、椎名林檎とのコラボレーション・ソングである。宇多田の6枚目のオリジナル・アルバム『Fantome』の先行配信シングルとして、2016年9月16日にUNIVERSAL MUSICのVirgin Musicよりリリースされた。「道」と同時配信。

## 背景
宇多田ヒカルと椎名林檎は、1998年に同じくしてEMIミュージック・ジャパンからメジャーデビューしており、翌1999年には、東芝EMIコンベンション・ライブ「MUSIC TALKS」にて、「東芝EMIガールズ」として、カーペンターズの「I Won't Last a Day Without You」をデュエットで披露した。また、そのレコーディングバージョンが、椎名のカバー・アルバム『唄ひ手冥利〜其ノ壱〜』に収録された。
2010年、宇多田は「人間活動」と称して音楽活動の無期限休止を発表していた。その後、2014年に宇多田の2度目の結婚が報じられた際、椎名はセルフカバーアルバム『逆輸入 〜港湾局〜』のリリース記念ライブ「ちょっとしたレコ発2014」にて、宇多田の「traveling」をカバー、宇多田もTwitterでそれに反応した。同年10月には、椎名が表紙巻頭に登場した雑誌「SWITCH」11月号にて、特集の最後に宇多田とのSMSでのやり取りがノーカットで公開された。また、これをきっかけに2人は頻繁にやりとりするようになったという。そして宇多田は、翌月に、初のトリビュート・アルバム『宇多田ヒカルのうた -13組の音楽家による13の解釈について-』をリリース。椎名も参加し、宇多田の「Letters」をカバーした。
2016年4月、宇多田は音楽活動を再開し、同年9月にニューアルバム『Fantome』をリリースすることを発表していた。そして9月16日、アルバムへの参加アーティストが発表され、収録曲「二時間だけのバカンス」で、椎名が客演することが明らかになった。同時に、本楽曲と「道」が先行配信された。あわせて、児玉裕一が監督を務める、宇多田と椎名も出演するミュージックビデオが「GYAO!」にて先行公開。そして、2016年9月28日、本楽曲が収録されている宇多田の6枚目のオリジナル・アルバム、『Fantome』がリリースされた。

### 制作の背景
宇多田のインタビューによると、それまで2人は「ずっと何か一緒にやろうと言いつつも、（2人が）コラボできる態勢じゃなかった」という。『Fantome』の制作中、スタジオでスタッフとディスカッションしていくうちに椎名の名前が挙がり、「あ、素敵かも」と思ってオファーが決定したと語った。また、「日常と非日常の危うい関係を表現したかったので、母であり妻でもある二人（宇多田と椎名）なら説得力が増すし面白いかなと」とも語った。

## 制作、録音
「二時間だけのバカンス」は、宇多田が椎名を念頭に置いて作詞・作曲・プロデュースした。制作は、2人のスケジュールの関係もあり、データでのやりとりだった。宇多田は、「林檎ちゃんとだったら顔を合わせなくてもデュエットできる」と思ったとインタビューで語った。
レコーディングは、ロンドンでは「RAK Studios」で、東京では「文化村スタジオ」で行われた。レコーディング・エンジニアは、松井敦史と、グラミー賞受賞経験のあるスティーヴ・フィッツモーリスが務めた。また、2人の歌入れについて、宇多田はロンドンの「Metropolis Studios」にて小森雅仁が担当し、椎名は東京の「プライムサウンドスタジオ フォーム」にて井上うにが担当した。

## 音楽性
「二時間だけのバカンス」は、60年代を感じさせるギターアルペジオと艶美なストリングスの音色が特徴的な楽曲。「椎名林檎的コード感の世界に宇多田ヒカルが敢えて踏み込んでみせている」という指摘もある。またボーカル面においては、柔和な宇多田と硬質な椎名の対比も指摘されている。
歌詞では、「日常と非日常の危うい関係」が歌われている。また、「不倫」や「同性愛」的な雰囲気を感じさせるとする解釈もある。音楽ジャーナリストの宇野維正は、他のアルバム『Fantome』収録曲などでも「LGBT的な視線から歌詞を読み解くとストンと腑に落ちる」ものがあるとした上で、これについて「宇多田ヒカルが時流に合わせてジェンダー問題に目配せしているというよりも、実は以前から宇多田ヒカルの歌に込められていたものがより前景化してきたもの」と考えている。

## 評価
オルタナバンド「bed」の山口将司は、「二時間だけのバカンス」の白眉は「メロディーの流れ」だと語る。特に同曲のサビ部分について、「母音を意識したライミングと、メロディーのハマり感、めちゃくちゃ難しいことをほんとに笑い出したくなるくらいに気持ち良く聴かせてくれる」と評価した。
前述の宇野維正は、同曲について、「ポップソングとしての完成度の高さはもちろんのこと、椎名林檎のボーカリストとしての魅力を100%引き出してみせた宇多田ヒカルの手腕と愛情に心を打たれずにはいられない名曲」とコメントした。

## チャート成績
「二時間だけのバカンス featuring 椎名林檎」は、Billboard Japan Download Songsでは初週26位、Twitter投稿数で18位を獲得し、総合では45位に初登場した。2週目はダウンロード、Twitter投稿数ともに順位を落とすが、ラジオエアプレイ回数で96位から7位に急上昇。総合チャートでも45位に上昇した。アルバム『Fantome』がリリースされた3週目は、ラジオ指標は順位を落としたものの、それ以外の全指標でランクアップ。ダウンロードでは最高位14位を記録した。

## ミュージックビデオ
2016年9月16日、「二時間だけのバカンス featuring 椎名林檎」のミュージックビデオが、本楽曲の先行配信の開始ともに公開された。YouTubeでは、2017年5月31日にフルバージョンが公開された。
ミュージックビデオは、全編、宇宙空間を中心に描かれている。監督を務めたのは、椎名をはじめとする他アーティスト作品も手掛けている児玉裕一。オファーを受けた後、曲と歌詞だけが贈られてきて、児玉は椎名林檎と宇多田ヒカルの2人がくっつく映像を撮りたいと思った時に宇宙空間にしようと思ったという。また、舞台が宇宙である理由は、「2人に手がとどかないような場所」という意味が込められている。児玉は、設定について、「遠い銀河系旅行が普及した時代に、椎名と宇多田が少しさびれた近場の太陽系旅行を楽しむというイメージ」と語った。宇宙空間はグリーンバックで撮影し、CG合成した。また、宇多田によると、撮影はビデオ終盤の、ソファーで2人が抱き合うシーンから始まったという。テイクの合間は二人とも照れて笑ったりしていたと語った。

## クレジット
- Recorded by Steve Fitzmaurice（英語版） at RAK Studios, 松井敦史 at Bunkamura Studio
- Vocals (宇多田) and Additional Recorded by 小森雅仁 at Metropolis Studios
- Vocals (椎名) Recorded by 井上うに at prime sound studio form
- Additional Engineering by Darren Heelis
- Mixed by Steve Fitzmaurice at Pierce Room Featured Artist: 椎名林檎
- Vocals and Programming: 宇多田ヒカル
- Drums and Drum Machine: Sylvester Earl Harvin
- Electric Bass: Jodi Milliner
- Guitars: Ben Parker, 田中義人
- Additional Drum Programming: Darren Heelis and Steve Fitzmaurice
- String Arrangement: Simon Hale（英語版） and 宇多田ヒカル
- Conductor: Simon Hale
- Strings Leader: Everton Nelson

## チャート
| チャート (2016)                | 最高 順位 |
| ------------------------------ | --------- |
| Billboard Japan Hot 100        | 23        |
| Billboard Japan Download Songs | 14        |
| Billboard Japan Radio Songs    | 7         |

| チャート (2016)           | 最高 順位 |
| ------------------------- | --------- |
| iTunes Japan 年間チャート | 153       |